# Euepixylon
Euepixylon is een geslacht van schimmels behorend tot de familie Xylariaceae. De typesoort is Euepixylon udum.

## Soorten
Volgens Index Fungorum telt het geslacht twee soorten (peildatum januari 2023):
| Soortnaam                             | Auteur(s)                | Publicatiejaar |
| ------------------------------------- | ------------------------ | -------------- |
| Euepixylon quercinum                  | Lar.N. Vassiljeva        | 1998           |
| Euepixylon udum (Verzonken kogelzwam) | (Pers.) Læssøe & Spooner | 1994           |